# Исторический центр Вены
Внутренний Город (нем. Innere Stadt) — первый, центральный район Вены. До того, как границы города были расширены в 1850 году, совпадал со всей Веной в целом.
Площадь района составляет 2,9 км², население — 15 867 человек (1 января 2021), плотность населения — 5594 чел./км². Официальный код — 90101.
Несмотря на небольшую численность населения (17 тысяч), во Внутреннем Городе работает более 100 тысяч человек, так как он является туристическим центром Вены, а также из-за большого числа расположенных здесь офисов.
Исторически делился на четыре квадранта по числу основных городских ворот:  (северо-восток), Kärntner Viertel (юго-восток), Widmerviertel (юго-запад) и Schottenviertel (северо-запад). Сейчас Внутренний Город граничит с Леопольдштадтом на северо-востоке, Ландштрассе на востоке, Виденом и Мариахильфом на юге, Нойбау и Йозефштадтом на западе и с Альзергрундом на севере.
Вокруг района, там где раньше располагались городские стены Вены, проходит крупная улица Рингштрассе, однако внутри нет больших улиц, так как все они сохранили свой вид с давних времён. Через район проходят первая и третья линии метро, примерно по границам — вторая и четвёртая.
В 2001 году исторический центр Вены был включён в список Всемирного наследия ЮНЕСКО

## Население
| Год  | Численность |
| ---- | ----------- |
| 2005 | 17294       |
| 2006 | 17285       |
| 2007 | 17147       |
| 2008 | 16976       |

| Год  | Численность |
| ---- | ----------- |
| 2009 | 16623       |
| 2010 | 16525       |
| 2011 | 16385       |
| 2012 | 16290       |

| Год  | Численность |
| ---- | ----------- |
| 2013 | 16268       |
| 2014 | 16131       |
| 2015 | 16339       |
| 2016 | 16411       |

| Год  | Численность |
| ---- | ----------- |
| 2017 | 16465       |
| 2018 | 16450       |
| 2019 | 16306       |
| 2020 | 16047       |